# پارام (ابر رایانه)
پارام مجموعه‌ای از ابررایانه‌های هندی است که توسط مرکز توسعه محاسبات پیشرفته (C-DAC) در پونه طراحی و مونتاژ شده است. کلمهٔ «پارام» در زبان سانسکریت به معنای «عالی» است و در عین حال مخفف عبارت «ماشین پارالل» می‌باشد. تا نوامبر ۲۰۲۲، سریع‌ترین دستگاه این مجموعه، «پارام سیدهی-آی» نام داشت که در رتبهٔ ۶۳ جهانی قرار دارد و توانایی پردازشی آن معادل ۵٫۲۶۷ پتافلاپس است.

## تاریخچه
مرکز توسعه محاسبات پیشرفته در نوامبر ۱۹۸۷ تأسیس شد و در همان ابتدا نیز با نام مرکز توسعه فناوری‌های محاسبات پیشرفته (C-DACT) شناخته می‌شد. این اقدام در پاسخ به مشکلات خرید ابررایانه‌ها از منابع خارجی صورت گرفت. دولت هند تصمیم گرفت تا فناوری‌های محاسباتی بومی خود را توسعه دهد.

### پارام ۸۰۰۰
پارام ۸۰۰۰ نخستین دستگاه از این مجموعه بود که از صفر ساخته شد. یک نمونه اولیه در «نمایشگاه ابرمحاسبات زوریخ ۱۹۹۰» مورد ارزیابی قرار گرفت: از بین دستگاه‌هایی که در این نمایشگاه به نمایش درآمدند، پارام ۸۰۰۰ تنها پس از یکی از ابررایانه‌های ایالات متحده در رتبهٔ دوم قرار گرفت.
پس از آن یک دستگاه ۶۴-نودی در اوت ۱۹۹۱ ساخته شد. هر گره از ترانسپیوترهای اینموس تی۸۰۰/تی۸۰۵ استفاده می‌کرد. دستگاه ۲۵۶-نودی دارای عملکرد نظری ۱ گیگافلاپ بود، اما در عمل، عملکردی معادل ۱۰۰–۲۰۰ مگافلاپس داشت. پارام ۸۰۰۰ دارای معماری حافظه توزیع‌شده ام‌آی‌ام‌دی با یک شبکهٔ ارتباطی قابل تنظیم بود.
پارام ۸۰۰۰ به عنوان یک ابررایانه ۲۸ برابر قدرتمندتر از رایانهٔ «کری ایکس-ام‌پی» شناخته شد که دولت ابتدا درخواست آن را داده بود، در حالی که قیمت آن همان ۱۰ میلیون دلار برآورد شده برای خرید دستگاه کری بود.

#### صادرات
این رایانه موفق بود و به کشورهای آلمان، بریتانیا و روسیه صادر شد. علاوه بر تصاحب بازار داخلی، پارام ۸۰۰۰ با قیمت نسبتاً پایین ۳۵۰ هزار دلار توجه ۱۴ خریدار دیگر را جلب کرد.
این رایانه همچنین در سال ۱۹۹۱ به مسکو صادر شد، این صادرات در چارچوب همکاری‌های روسیه با هند بود.

### پارام ۸۶۰۰
پارام ۸۶۰۰ نسخهٔ بهبود یافتهٔ پارام ۸۰۰۰ بود. در سال ۱۹۹۲، سی‌دک متوجه شد که دستگاه‌هایش از قدرت کافی برخوردار نیستند و قصد داشت پردازندهٔ جدیدی به نام اینتل آی۸۶۰ را استفاده کند. هر گره با یک پردازندهٔ آی۸۶۰ و چهار ترانسپیوتر اینموس تی۸۰۰ ساخته شد. همان محیط برنامه‌نویسی پاراس برای هر دو دستگاه پارام ۸۰۰۰ و ۸۶۰۰ استفاده می‌شد که موجب قابلیت جابجایی برنامه‌ها می‌شد. هر خوشهٔ ۸۶۰۰ معادل قدرت چهار خوشهٔ پارام ۸۰۰۰ بود.

### پارام ۹۰۰۰
پارام ۹۰۰۰ برای ادغام پردازش خوشه‌ای و پردازش موازی انبوه طراحی شده بود. این دستگاه برای اولین بار در سال ۱۹۹۴ به نمایش گذاشته شد. طراحی آن به گونه‌ای تغییر کرد که پردازنده‌های جدید به راحتی قابل جایگزینی بودند. به‌طور معمول یک سیستم از ۳۲ تا ۴۰ پردازنده استفاده می‌کرد، با این حال این سیستم می‌توانست تا ۲۰۰ پردازنده با استفاده از توپولوژی شبکهٔ مقیاس‌پذیر شود. پارام ۹۰۰۰/اس‌اس از پردازندهٔ الترا اسپارک ۲ استفاده می‌کرد، پارام ۹۰۰۰/یواس از پردازندهٔ الترا اسپارک استفاده می‌کرد، و پارام ۹۰۰۰/ای‌ای از پردازندهٔ دی‌ای‌سی آلفا بهره می‌برد.

### پارام ۱۰۰۰۰
پارام ۱۰۰۰۰ در سال ۱۹۹۸ به عنوان بخشی از مأموریت دوم سی‌دک معرفی شد. پارام ۱۰۰۰۰ از چندین گرهٔ مستقل استفاده می‌کرد و هر یک از این سرورها دارای دو پردازندهٔ ۴۰۰ هرتز اولترا اسپارک ۲ بودند. پیکربندی پایه شامل سه گره محاسباتی و یک گره سرور بود. سرعت پیک این سیستم پایه معادل ۶٫۴ گیگافلاپس بود. سیستم‌های معمولی دارای ۱۶۰ سی‌پی‌یو بودند و قادر به پردازش ۱۰۰ گیگافلاپس بودند اما به راحتی می‌شد آن را به مقیاس ترافلاپس رساند. این دستگاه به روسیه و سنگاپور صادر شد.